# 121-я стрелковая дивизия
121-я стрелковая Рыльско-Киевская Краснознамённая орденов Суворова и Богдана Хмельницкого дивизия — воинское соединение Вооружённых Сил СССР в Великой Отечественной войне

## История
Дивизия сформирована с 6 по 11 сентября 1939 года на базе 99-го стрелкового полка 33-й стрелковой дивизии в Могилёве.
Принимала участие в присоединении Западной Белоруссии. В июне 1940 года кратковременно приняла участие в присоединении Литвы. 297-й артиллерийский полк, кроме того, отметился своим участием и в Зимней войне
Летом 1941 года дивизия дислоцировалась в основном в Бобруйске, за исключением 383-го стрелкового полка в Рогачёве и 705-го стрелкового полка в Жлобине. 11 июня 1941 года дивизия перебазировалась в летний лагерь в район Обуз-Лесной, где её и застала война.
В составе действующей армии с 22 июня 1941 по 11 мая 1945 года.

### Белостокско-Минское сражение
Согласно Боевому распоряжению командующего войсками Западного фронта от 23 июня 1941 г. командующему войсками 4-й армии на оборону рубежа р. Ясельда и на наступление в направлении Пружаны силами 121-й стрелковой дивизии и 14-го механизированного корпуса решительно атаковать противника от Ружаны в общем направлении на Пружаны..
В ночь на 24 июня 1941 года выдвинулась в направлении Волковыска с задачей к утру 25 июня 1941 года сосредоточиться южнее Волковыска. Однако быстрое продвижение противника не позволило дивизии достигнуть места назначения и 25 июня 1941 года она развернулась на рубеже реки Щара в районе Слонима. В этот же день дивизия была атакована и оттеснена от Щары на запад. 27 июня 1941 года в районе Барановичей попала под удар 17-й танковой дивизии и была расчленена на две неравные части, которые действовали в дальнейшем отдельно. Меньшая часть дивизии под командованием командира дивизии отступила к Бобруйску, где вошла в состав сводного отряда командира 47-го стрелкового корпуса. При этом управление дивизии направилось в Гомель для формирования новой дивизии. К 8 июля 1941 года формирующейся дивизии было приказано сосредоточиться в районе Новозыбкова для формирования и укомплектования. Большая часть дивизии, под командованием начальника штаба, вырвавшись с боем и потерями из окружения, отступила в район Слуцка и скрывалась там в лесах до начала августа 1941 года. 6 августа 1941 года эта часть атаковала немецкие части в 19 километрах восточнее Слуцка, смяла батальон 472-го пехотного полка (252-я пехотная дивизия) и прорвалась к деревне Языль, где натолкнувшись на сопротивление, снова ушла в лес. В течение 6-11 августа 1941 года часть дивизии вела бои и в конце концов, 11 августа 1941 года, была частью уничтожена или взята в плен, а частью рассеяна по лесам. Как следует из постановления от 20 октября 1941 года помощника военного прокурора Брянского фронта, дивизия была распущена командованием дивизии в лице полковника Ложкина и полкового комиссара Петрова, материальная часть была уничтожена. Часть личного состава мелкими группами вышла из окружения. Из оставшихся в окружении в Могилёвской области офицерами дивизии О. Касаевым и М. Абрамовым был создан 121-й партизанский отряд, количеством в семь человек, вскоре выросший до 50 человек. 27 ноября 1943 года отряд был переименован в 121-й партизанский полк, в котором к концу 1943 года насчитывалось свыше 1200 человек.
В свою очередь, формирующаяся в Гомеле (Новозыбкове) дивизия, не закончив формирование, была передана в первых числах августа в состав 45-го стрелкового корпуса, и 2 августа 1941 года заняла рубеж обороны у деревни Пожарь Шумячского района Смоленской области. Перед дивизией стояла задача наступления от полотна железнодорожной ветки Рославль — Кричев на Варшавское шоссе. Дивизия предпринимала попытки наступления в направлении Климовичей. 9 августа 1941 года части противника перешли в наступление и дивизия северо-восточнее Климовичей попала в окружение, была практически разбита, и выходила из окружения отдельными отрядами. В течение августа и начала сентября 1941 года восстанавливалась в Суземке. 10 сентября 1941 года вошла в состав оперативной группы генерала Ермакова, задачей которой было восстановление положения на левом фланге 13-й армии, где была утеряна связь с 21-й армией. Подготовка контрудара затянулась и положение так и не было восстановлено.
30 сентября 1941 года немецкие войска начали операцию «Тайфун» и дивизия, попав под удар, понесла большие потери. Её было решено вывести в район Середина-Буда для отдыха. Однако на 1 октября 1941 года дивизия обороняла рубеж в районе Хутора Михайловского и уже к тому времени находилась в окружении. На 2 октября 1941 сведений о дивизии никаких не было: Хутор Михайловский был оставлен. В течение октября 1941 года дивизия выходит из окружения, прорвалась через кольцо у моста через реку Свапа (в направлении Студенок). При выходе насчитывала 1306 человек личного состава, все с оружием и по выходе отведена в резерв для восстановления. На конец октября 1941 года дивизия находилась на укомплектовании в тылу армии. С 21 ноября 1941 года отступает под ударами войск противника в направлении Ельца. На 29 ноября 1941 года насчитывала только 1451 человека личного состава, в полках имелось до 200 бойцов при 2—3 танковых пулемётах. В начале декабря была подчинена оперативной группе генерала Костенко, сформированной в составе Юго-Западного фронта, которая 7 декабря 1941 года перешла в наступление из района юго-западнее Ельца в направлении Навесное — Никитское. Перед дивизией стояла задача обеспечения тыла оперативной группы и с этой целью дивизии была поставлена задача выйти на восточный берег реки Кшени. В ночь на 9 декабря 1941 года дивизия вместе с одним полком 32-й кавалерийской дивизии выбила противника из Волово и к исходу 11 декабря 1941 года заняла оборону по Кшени на участке Ломигоры — Александровка. После окончания Елецкой операции дивизия была восстановлена и до лета 1942 года находилась приблизительно в том же районе.
29 июня 1942 года части дивизии вновь заняли оборону по восточному берегу Кшени. Накануне войска противника начали операцию «Блау» и, смяв войска стоявшие в первой полосе обороны, атаковали дивизию. Дивизия попала под один из концентрированных ударов противника, и с боями была вынуждена отступать к Дону. За время отступления в одну неделю, дивизия отчиталась о уничтоженных 75 танках, 17 самолётах и 6150 солдат и офицеров противника. На подступах к Дону дивизия закрепилась в районе Новоживотинного, и обороняя мост, обеспечила переправу через Дон тылов 40-й армии, беженцев, колхозного имущества, прикрывала отход на правый берег частей 6-й сапёрной армии, 6-й и 15-й стрелковых дивизий, нескольких танковых бригад.
После окончания боёв на Дону дивизия выдвинулась с севера к Воронежу, и уже 9 июля 1942 года командованием дивизии был создан сводный отряд из числа воинов дивизии и других частей, который начал боевые действия в городе. 10 июля 1942 года наступлением отряда противник был выбит из районов сельскохозяйственного института, областной больницы (в районе теперешней улицы Бурденко) и отброшен к стадиону «Динамо».. Дивизия вела напряжённые бои в северной части Воронежа вплоть до начала 1943 года и 25 января 1943 года наконец освободила город. После пополнения и восстановления дивизия продолжила наступление в ходе Воронежско-Касторненской операции через (Семилуки, Латное, Нижнедевицк) и Харьковской операции (Харьковской наступательной операции 2.02.-3.03.1943 года). В ходе последней дивизия наступала с рубежа реки Тим, 5 февраля 1943 года часть сил дивизии приняла участие в освобождении Щигров, 8 февраля 1943 года при участии дивизии был освобождён Курск.
17 февраля 1943 года немецкое командование организовало контрнаступление, имевшее целью вернуть под свой контроль линию железной дороги Харьков — Белгород — Курск. В районе села Колпаково (нынешний Курчатовский район Курской области) в наступление на позиции дивизии перешла 327-я пехотная дивизия. С 17 по 23 февраля 1943 года дивизия вела тяжелейшие бои, понесла большие потери, но сумела остановить наступление противника. Затем дивизия перешла в наступление, наступала по северо-западной части Кореневского района, освободив населённые пункты Секерино, Пушкарное, Жадино, Дубраву, с тяжёлыми потерями освободила село Некрасово Рыльского района и вышла к Сейму, где была вынуждена остановиться и занять оборону. 7-8 мая 1943 года дивизия была выведена в резерв армии в район Колонтаевки и размещена в Васильевском логу Малеевской рощи и окрестных сёлах.
209-й истребительно-противотанковый артиллерийский дивизион и 705-й стрелковый полк принимали участие в оборонительной фазе Курской битвы. В конце июля 1943 года дивизия была переброшена непосредственно под Рыльск. С 26 августа 1943 года дивизия приступила к форсированию Сейма.

В письме командира саперов Рудницкого Е. А. из 121-й стрелковой дивизии описана переправа через реку Сейм, которая представляла собой доски с поперечинами, связанные веревками. По таким мостикам можно было только быстро бежать, но нельзя останавливаться — иначе утонешь. А немцы вели ураганный огонь по переправе, часто разбивали её. Тогда саперы ложились на разобщенные концы, а пехотинцы, не ожидая, пока их свяжут, бежали прямо по спинам.— http://golosrayona.ru/obshchestvo-sobytiya/news-423-kurskaya-bitva-na-korenevskoy-zemle.html
31 августа 1943 года частью сил дивизии был освобождён Рыльск, и дивизия получила почётное наименование «Рыльской»
Дивизия продолжила наступление через Бурынский район и Роменский район Сумской области в общем направлении на Киев, 22 сентября 1943 года форсировала Десну, во второй половине сентября 1943 года вышла к Днепру севернее Киева в районе Ясногородки и Глебовки (несколько севернее Лютежского плацдарма), 27 сентября 1943 года с ходу форсировала реку, захватила и удержала в тяжёлых боях плацдарм.
С 3 ноября 1943 года наступает в ходе Киевской наступательной операции. Находясь на левом фланге армии, примыкая к порядкам 38-й армии, дивизия наступала в обход Киева с севера и затем запада. За четыре дня операции дивизия сумела прорвать оборону противника, обойти Киев, отразить контрудары 8-й танковой дивизии, перерезать железную дорогу на Малин и закрепиться у села Мотыжинцы. Несмотря на то, что дивизия непосредственно в Киев не входила, её заслуги в освобождении города были немалыми и дивизия получила почётное наименование «Киевской». 7 ноября 1943 года были определены задачи дивизии на дальнейшее наступление: она наступала в общем направлении на Радомышль. Преследуя отступающего противника, дивизия двигалась на запад, форсировала Тетерев, нанесла тяжёлое поражение противнику в районе села Белка и 11 ноября 1943 года дивизия приняла участие в освобождении Радомышля. Затем дивизия наступала севернее Житомира, выйдя в район Черняхова. 15 ноября 1943 года попала там под удар немецких войск, и в течение второй половины ноября — первой половины декабря 1943 года с тяжёлыми боями отступает в направлении Малина.
С 24 декабря 1943 года вновь переходит в наступление в ходе Житомирско-Бердичевской операции, вновь наступает с тяжёлыми боями севернее Житомира в общем направлении на Староконстантинов. К середине января 1944 года дивизия вышла в Любарском районе, западнее Любара, где была остановлена. Прорвать с ходу оборону противника не удалось и до марта 1944 года дивизия занимает достигнутый рубеж.
С 4 марта 1943 года дивизия перешла в наступление в ходе Проскуровско-Черновицкой операции, атаковала сёла Малый Вишнополь, Северины, в результате чего противником были оставлены сёла Житинцы, Гизовщина и Демковцы. Преследуя в направлении на юг отступающего противника, 5 марта 1944 года дивизия освободила Старый Острополь. Затем дивизия наступала на юг, полностью разгромила гарнизон противника в селе Харьковцы, освободила населённые пункты Травневое, Уласово-Русановка, Буглаи, Чапля. 9 марта 1944 года часть сил дивизии форсирует Буг в районе Меджибож — Требуховцы. 10 марта 1944 года дивизия ведёт тяжёлые бои с подошедшими из Летичева частями противника, была вынуждена оставить часть плацдармов. В течение нескольких дней ведёт бои в том же районе, испытывая недостаток отставшей в бездорожье артиллерии и боеприпасов. 13 марта 1944 года дивизия закрепилась на южном берегу Буга, и после нескольких неудачных попыток наступления, 16 марта 1944 года перешла к обороне. Только с 9 по 14 марта 1944 года дивизия потеряла 149 человек убитыми и 535 ранеными. К 16 марта 1944 года в дивизии насчитывалась всего четверть от штатного состава.
17 марта 1944 года дивизия была снята с позиций и начала 90-километровый марш. Вечером 19 марта 1944 года дивизия сосредоточилась близ села Редкодубы. 21 марта 1944 года дивизия заняла исходный рубеж в районе села Дзеленцы и до 26 марта 1944 года продвигается, преследуя противника к Каменец-Подольскому (через Чабаны, Хмелевку и т. д.) и вечером вошла в Каменец-Подольский, установив там связь с ранее занявшими город танковыми частями. По 30 марта 1944 года занимает оборону города, отражая с севера атаки крупной группировки противника, который пытался вырваться из окружения. 1 апреля 1944 года дивизия была оперативно подчинена командованию 10-го гвардейского танкового корпуса и вместе с ним в этот день взяла Зиньковцы, на западе города. 2 апреля 1944 года дивизия сдала участок частям 2-го Украинского фронта, а сама отправилась по маршруту Каменец-Подольский — Нивра. 4 апреля 1944 года дивизия взяла Нивру и Залучье, после чего начала развивать наступление на Борщёв, 5 апреля 1944 года взяв Волковцы. 6 апреля 1944 года дивизия подошла к Серету, но форсировать его не смогла с ходу, и вела бои на восточном берегу, пытаясь переправиться, до 9 апреля 1944 года. В этот день дивизия переправилась по переправам в расположении соседней части и до 12 апреля 1944 года вела бои за плацдарм и его расширение. 12 апреля 1944 года противник начал отход и дивизия приступила к преследованию. До 15 апреля 1944 года дивизия ведёт тяжёлые бои с арьергардами противника в районе Цаповце. В этот день дивизия была оперативно подчинена 101-му стрелковому корпусу 38-й армии и к 17 апреля 1944 года маршем прибыла в район Чернелица. Заняла оборону по южному берегу Днестра в районе Пужники — Хотимир. На этом рубеже дивизия ведёт тяжелейшие бои и концу апреля 1944 года под ударами была вынуждена оставить Хотимир и отойти к Обертину.
Летом 1944 года дивизия была передислоцирована севернее, в район северо-западнее Тарнополя, на подступы к Львову. С 14 июля 1944 года, находясь в первой линии 38-й армии, дивизия перешла в наступление в направлении на Зборов. До 18 июля 1944 года в полосе дивизии шли тяжёлые встречные бои, противник контратаковал танковыми частями, дивизия отражала удары и пыталась прорвать оборону противника. Лишь 18 июля 1944 года противник начал отступать, а дивизия, преследуя его, вела бои с арьергардами. 20 июля 1944 года дивизия приняла участие в освобождении Зборова. 24 июля 1944 года дивизия, применив обходный манёвр главными силами, форсировала реку Золотая Липа и взяв село Дунаев, продвинулась более чем на 20 километров. Дивизия вслед за танковыми частями продолжила наступление на запад и вышла в предгорья Карпат, где натолкнулась на ожесточённое сопротивление противника, защищавшего Дрогобычское нефтяное месторождение. Тем не менее, с тяжёлыми боями дивизия форсировала Сан и вышла на территорию Польши.
В сентябре 1944 года дивизия приняла участие в Восточно-Карпатской наступательной операции. Перед дивизией стояла задача прикрытия левого фланга корпуса, который наступал с целью обойти сильный укреплённый пункт противника Кросно с юго-запада и запада. 8 сентября 1944 года дивизия перешла в наступление, но ни дивизия, наступавшая а широком фронте продвинуться не смогла, ни Кросно взять корпусу не удалось и дивизия ввязалась в затяжные бои южнее города. Через несколько дней корпус сумел взять Кросно и дивизия была переброшена на подступы к Дуклинскому перевалу, где вместе с частями 25-го танкового корпуса отражала многочисленные атаки противника. Во второй половине сентября дивизия по труднопроходимой горной местности начала развивать наступление на юг, чем способствовала захвату перевала 6 октября 1944 года. Дальнейшее наступление оказалось почти безрезультатным, хотя попытки его продолжались в течение октября 1944 года.
К началу Западно-Карпатской операции дивизия занимала рубеж несколько западнее города Кросно вблизи населённого пункта Петрувка. На начальном этапе операции перед дивизией ставилась задача прикрытия южного фланга армии: два полка дивизии по мере наступления 67-го стрелкового корпуса разворачивались на его левом фланге фронтом на юг, а один полк оставался оборонять фланг исходного рубежа вместе с 81-й стрелковой дивизией. С 15 января 1945 года дивизия перешла в наступление, обеспечивая левый фланг корпуса и, пройдя южнее Горлице, продвинулась далеко на юг, до города Крыница-Здруй, уже в полосе соседней 1-й гвардейской армии. Оттуда дивизия маршем проследовала на северо-запад, где приняла участие в тяжёлых боях по освобождению города Новы-Сонч (освобождён 20 января 1945 года). Продолжила наступление на северо-запад, 27 января 1945 года дивизия участвовала в освобождении города Вадовице. С 1 февраля 1945 года возобновила наступление, переправившись через реку Бяла, в тяжёлых боях прошла до города Бельско-Бяла и 12 февраля 1945 года дивизия участвовала в его освобождении. 18 февраля 1945 года перешла к обороне.
10 марта 1945 года началась Моравско-Остравская наступательная операция. Дивизия в составе войск корпуса была введена в бой вторым эшелоном в районе Павловице. В тяжёлых боях к 18 марта 1945 года далеко продвинуться не удалось. К началу апреля 1945 года дивизия вела бои в районе несколько юго-западнее Мшаны и с 7 апреля 1945 года в составе армии совершила перегруппировку, дислоцировавшись близ Ратибора. С 15 апреля 1945 года дивизия перешла в наступление с рубежа в районе Кшановице в направлении на юг. В тяжёлых боях дивизия продвигалась вперёд, форсировала Опаву и к концу апреля 1945 года вышла на Одру юго-западнее Моравской Остравы. В первых числах мая 1945 года дивизия продвигалась к Оломоуцу и вела бои за него, а с 6 по 11 мая 1945 года двигалась на Прагу где и закончила боевые действия.
С 27 июня по 27 июля 1945 года была расформирована.

## Подчинение
| Дата            | Фронт (округ)        | Армия                 | Корпус (группа)         | Примечания |
| --------------- | -------------------- | --------------------- | ----------------------- | ---------- |
| 22.06.1941 года | Западный фронт       |                       | 47-й стрелковый корпус  |            |
| 01.07.1941 года | Западный фронт       | 4-я армия             | 47-й стрелковый корпус  |            |
| 10.07.1941 года | Западный фронт       | 4-я армия             | 47-й стрелковый корпус  |            |
| 01.08.1941 года | Центральный фронт    | 13-я армия            | 45-й стрелковый корпус  | —          |
| 01.09.1941 года | Брянский фронт       | 13-я армия            | —                       | —          |
| 01.10.1941 года | Брянский фронт       | 13-я армия            | —                       | —          |
| 01.11.1941 года | Брянский фронт       | 13-я армия            | —                       | —          |
| 01.12.1941 года | Юго-Западный фронт   | 13-я армия            | —                       | —          |
| 01.01.1942 года | Брянский фронт       | —                     | —                       | —          |
| 01.02.1942 года | Брянский фронт       | —                     | —                       | —          |
| 01.03.1942 года | Брянский фронт       | 40-я армия            | —                       | —          |
| 01.04.1942 года | Брянский фронт       | 40-я армия            | —                       | —          |
| 01.05.1942 года | Брянский фронт       | 40-я армия            | —                       | —          |
| 01.06.1942 года | Брянский фронт       | 40-я армия            | —                       | —          |
| 01.07.1942 года | Брянский фронт       | 40-я армия            | —                       | —          |
| 01.08.1942 года | Воронежский фронт    | 60-я армия            | —                       | —          |
| 01.09.1942 года | Воронежский фронт    | 60-я армия            | —                       | —          |
| 01.10.1942 года | Воронежский фронт    | 60-я армия            | —                       | —          |
| 01.11.1942 года | Воронежский фронт    | 60-я армия            | —                       | —          |
| 01.12.1942 года | Воронежский фронт    | 60-я армия            | —                       | —          |
| 01.01.1943 года | Воронежский фронт    | 60-я армия            | —                       | —          |
| 01.02.1943 года | Воронежский фронт    | 60-я армия            | —                       | —          |
| 01.03.1943 года | Воронежский фронт    | 60-я армия            | —                       | —          |
| 01.04.1943 года | Воронежский фронт    | 60-я армия            | —                       | —          |
| 01.05.1943 года | Воронежский фронт    | 60-я армия            | —                       | —          |
| 01.06.1943 года | Центральный фронт    | 60-я армия            |                         |            |
| 01.07.1943 года | Центральный фронт    | 60-я армия            | 30-й стрелковый корпус  |            |
| 01.08.1943 года | Центральный фронт    | 60-я армия            | 30-й стрелковый корпус  |            |
| 01.09.1943 года | Центральный фронт    | 60-я армия            | 30-й стрелковый корпус  |            |
| 01.10.1943 года | Центральный фронт    | 60-я армия            | 30-й стрелковый корпус  |            |
| 01.11.1943 года | 1-й Украинский фронт | 60-я армия            | 30-й стрелковый корпус  | —          |
| 01.12.1943 года | 1-й Украинский фронт | 60-я армия            | 30-й стрелковый корпус  | —          |
| 01.01.1944 года | 1-й Украинский фронт | 60-я армия            | 30-й стрелковый корпус  | —          |
| 01.02.1944 года | 1-й Украинский фронт | 60-я армия            | 30-й стрелковый корпус  | —          |
| 01.03.1944 года | 1-й Украинский фронт | 1-я гвардейская армия | 30-й стрелковый корпус  |            |
| 01.04.1944 года | 1-й Украинский фронт | —                     | 30-й стрелковый корпус  | —          |
| 01.05.1944 года | 1-й Украинский фронт | 38-я армия            | 101-й стрелковый корпус | —          |
| 01.06.1944 года | 1-й Украинский фронт | 38-я армия            | 67-й стрелковый корпус  | —          |
| 01.07.1944 года | 1-й Украинский фронт | 3-я гвардейская армия | 76-й стрелковый корпус  | —          |
| 01.08.1944 года | 1-й Украинский фронт | 38-я армия            | 67-й стрелковый корпус  | —          |
| 01.09.1944 года | 1-й Украинский фронт | 38-я армия            | 67-й стрелковый корпус  | —          |
| 01.10.1944 года | 1-й Украинский фронт | 38-я армия            | 52-й стрелковый корпус  | —          |
| 01.11.1944 года | 1-й Украинский фронт | 38-я армия            | 52-й стрелковый корпус  | —          |
| 01.12.1944 года | 4-й Украинский фронт | 38-я армия            | 52-й стрелковый корпус  | —          |
| 01.01.1945 года | 4-й Украинский фронт | 38-я армия            | 52-й стрелковый корпус  | —          |
| 01.02.1945 года | 4-й Украинский фронт | 38-я армия            | 52-й стрелковый корпус  | —          |
| 01.03.1945 года | 4-й Украинский фронт | 38-я армия            | 52-й стрелковый корпус  | —          |
| 01.04.1945 года | 4-й Украинский фронт | 38-я армия            | 52-й стрелковый корпус  | —          |
| 01.05.1945 года | 4-й Украинский фронт | 38-я армия            | 52-й стрелковый корпус  | —          |

## Состав
- 383-й стрелковый Горлицкий полк
- 574-й стрелковый Львовский полк
- 705-й стрелковый полк
- 297-й артиллерийский Горлицкий полк (1-го формирования до 20.08.1941, 2-го формирования с 21.01.1942)
- 492-й лыжный батальон
- 209-й отдельный истребительно-противотанковый дивизион
- 203-я зенитная батарея (311-й отдельный зенитный артиллерийский дивизион) (до 30.05.1943)
- 492-й пулемётный батальон (с 10.10.1942 по 15.05.1943)
- 195-я отдельная разведывательная рота (195-й разведывательный батальон)
- 168-й отдельный сапёрный батальон
- 247-й отдельный батальон связи (651-я отдельная рота связи)
- 170-й медико-санитарный батальон
- 99-я отдельная рота химический защиты
- 126-я автотранспортная рота (126-й автотранспортный батальон)
- 406-я полевая хлебопекарня (168-й полевой автохлебозавод)
- 96-й дивизионный ветеринарный лазарет
- 360-я полевая ремонтная мастерская
- 467-я полевая почтовая станция
- 411-я полевая касса Госбанка

## Командиры
- Мавричев, Александр Иванович (август 1939 — февраль 1940)
- Зыков, Пётр Максимович (07.07.1940 — 21.12.1942), комбриг, с 05.06.1940 генерал-майор
- Бушин, Михаил Алексеевич (22.12.1942 — 14.03.1943), полковник;
- Ладыгин, Иван Иванович (15.03.1943 — 22.07.1944), генерал-майор
- Доценко, Пётр Митрофанович (23.07.1944 — 23.11.1944), полковник
- Генералов, Иван Петрович (24.11.1944 — 09.12.1944), полковник
- Буштрук, Даниил Иванович (11.12.1944 — 03.04.1945), полковник
- Дряхлов, Иван Дмитриевич (05.04.1945 — 11.05.1945), полковник

## Награды и наименования
| Награда (наименование)                | Дата указа /приказа | За что награждена |
| ------------------------------------- | ------------------- | --- |
| Почётное наименование «Рыльская»      | 31.08.1943          | В ознаменование одержанной победы и за отличие в боях при освобождении города Рыльска. Приказ Верховного Главнокомандующего от 31 августа 1943 года. |
| Почётное наименование «Киевская»      | 06.11.1943          | В ознаменование одержанной победы и за отличие в боях при освобождении города Киева. Приказ Верховного Главнокомандующего от 6 ноября 1943 года. |
| Орден Красного Знамени                | 19.03.1944          | за образцовое выполнение заданий командования в боях за освобождение городов Старокостантинова, Изяславля , Шумска, Ямполя, Острополя и проявленные при этом доблесть и мужество. Указ Президиума Верховного Совета СССР от 19 марта 1944 года.                                 |
| Орден Богдана Хмельницкого II степени | 19.02.1945          | награждена указом Президиума Верховного Совета СССР от 19 февраля 1945 года за образцовое выполнение заданий командования в боях немецкими захватчиками, за овладение городами Вадовице,Спишска Нова Вес,Спишска Стара Вес и Левоча и проявленные при этом доблесть и мужество  |
| Орден Суворова II степени             | 04.06.1945          | награждена указом Президиума Верховного Совета СССР от 4 июня 1945 года за образцовое выполнение боевых заданий командования в боях с немецкими захватчиками при овладении городами Богумин, Фриштат , Скочув, Чадца, Великая Битча и проявленные при этом доблесть и мужество. |

Награды частей дивизии:
- 383-й стрелковый Горлицкий[19] Краснознамённый[20] ордена Богдана Хмельницкого[21] полк
- 574-й стрелковый Львовский[22] Краснознамённый[21] орденов Суворова[23] и Красной Звезды[24] полк
- 705-й стрелковый Краснознамённый[20] орденов Суворова[25] и Богдана Хмельницкого[21] полк
- 297-й артиллерийский Горлицкий[19] Краснознамённый[21] полк
- 209-й отдельный истребительно-противотанковый Краснознамённый[26] дивизион
- 247-й отдельный ордена Красной Звезды[21] батальон связи

## Отличившиеся воины дивизии
| Награда | Ф. И. О.                       | Должность                                                         | Звание                      | Дата награждения | Примечания                               |
| ------- | ------------------------------ | ----------------------------------------------------------------- | --------------------------- | ---------------- | ---------------------------------------- |
|         | Акимов, Фёдор Филиппович       | Командир пулемётного расчёта 705-го стрелкового полка             | Старший сержант             | 17.10.1943       |                                          |
|         | Алцыбеев, Василий Иванович     | Командир взвода 651-й роты связи                                  | Лейтенант                   | 17.10.1943       | —                                        |
|         | Альбетков, Вениамин Валеевич   | Командир стрелкового батальона 383 стрелкового полка              | майор                       | 17.10.1943       | —                                        |
|         | Ахмиров, Касым Шабанович       | командир взвода 388-го стрелкового полка                          | Младший лейтенант           | 17.10.1943       |                                          |
|         | Беломутов, Григорий Тихонович  | Стрелок 705 стрелкового полка                                     | рядовой                     | 17.10.1943       | Погиб 18.10.1943 года                    |
|         | Бочаров, Максим Георгиевич     | Пулемётчик 705 стрелкового полка                                  | младший сержант             | 17.10.1943       | —                                        |
|         | Ваганов, Александр Дмитриевич  | Командир пулемётного расчёта 383-го стрелкового полка             | Старший сержант             | 17.10.1943       | Погиб в декабре 1943                     |
|         | Гирин, Михаил Никитович        | Командир сапёрного отделения 168 отдельного сапёрного батальона   | старшина                    | 17.10.1943       | —                                        |
|         | Глушко, Михаил Филиппович      | Командир стрелкового взвода 574-го стрелкового полка              | Лейтенант                   | 17.10.1943       | Посмертно, погиб 08.09.1943              |
|         | Гостев, Александр Сергеевич    | помощник командира взвода роты автоматчиков 574 стрелкового полка | старший сержант             | 17.10.1943       | —                                        |
|         | Давыдов, Евдоким Андреевич     | стрелок 705 стрелкового полка                                     | рядовой                     | 17.10.1943       | —                                        |
|         | Зибров, Иван Никифорович       | командир отделения связи роты связи 574 стрелкового полка         | сержант                     | 17.10.1943       | —                                        |
|         | Зинов, Николай Владимирович    | командир пулемётного отделения 574 стрелкового полка              | сержант                     | 17.10.1943       | —                                        |
|         | Зубков, Александр Владимирович | Командир взвода санитаров-носильщиков 383 стрелкового полка       | Старшина медицинской службы | 17.10.1943       | Умер от ран 13.03.1945                   |
|         | Иванов, Илья Данилович         | Командир пулемётного расчёта 574-го стрелкового полка             | Сержант                     | 17.10.1943       | —                                        |
|         | Карнаухов, Виталий Леонидович  | стрелок 705 стрелкового полка                                     | рядовой                     | 17.10.1943       | Умер от ран 15.10.1943 года.             |
|         | Киргизов, Степан Григорьевич   | Командир пулемётной роты 383-го стрелкового полка                 | Старший лейтенант           | 17.10.1943       | Погиб 28.03.1944                         |
|         | Коляда, Василий Алексеевич     | Командир санитарного взвода                                       | Старший лейтенант           | 17.10.1943       | —                                        |
|         | Конищев, Иван Петрович         | командир миномётного расчёта 705 стрелкового полка                | рядовой                     | 17.10.1943       | Пропал без вести в октябре 1943 года.    |
|         | Кореньков, Василий Матвеевич   | Автоматчик 705-го стрелкового полка                               | Рядовой                     | 17.10.1943       | —                                        |
|         | Кривоухов, Тихон Сергеевич     | Стрелок 705-го стрелкового полка                                  | Рядовой                     | 17.10.1943       | —                                        |
|         | Кровко, Пётр Михайлович        | парторг батальона 383 стрелкового полка                           | лейтенант                   | 17.10.1943       |                                          |
|         | Кротюк, Василий Куприянович    | командир 705 стрелкового полка                                    | подполковник                | 17.10.1943       |                                          |
|         | Кузьмин, Илья Дмитриевич       | Старшина роты 705-го стрелкового полка                            | Старшина                    | 17.10.1943       | Умер от ран 26.06.1944                   |
|         | Литвищенко, Григорий Фёдорович | помощник командира взвода 383 стрелкового полка                   | старший сержант             | 17.10.1943       | Погиб в бою 26.04.1944 года              |
|         | Лобода, Тимофей Тимофеевич     | помощник начальника штаба 705 стрелкового полка по разведке       | капитан                     | 17.10.1943       |                                          |
|         | Лобусов, Савелий Андреевич     | стрелок 574 стрелкового полка                                     | рядовой                     | 17.10.1943       |                                          |
|         | Лопач, Николай Павлович        | командир артиллерийской батареи 383 стрелкового полка             | лейтенант                   | 17.10.1943       |                                          |
|         | Максименко, Александр Петрович | командир стрелкового батальона 574 стрелкового полка              | капитан                     | 17.10.1943       |                                          |
|         | Маханёв, Максим Игнатьевич     | помощник командира взвода 705 стрелкового полка                   | старший сержант             | 17.10.1943       |                                          |
|         | Минаков, Иван Фёдорович        | командир отделения автоматчиков 574 стрелкового полка             | сержант                     | 17.10.1943       | Погиб в бою 14.10.1943 года.             |
|         | Михайлов, Терентий Михайлович  | командир отделения 168 осапб                                      | старший сержант             | 17.10.1943       |                                          |
|         | Новиков, Николай Михайлович    | помощник командира взвода 705 стрелкового полка                   | сержант                     | 17.10.1943       | Погиб в бою 5.10.1943 года.              |
|         | Новиков, Тит Парфёнович        | командир роты 705 стрелкового полка                               | старший лейтенант           | 17.10.1943       |                                          |
|         | Обликов, Иван Сергеевич        | командир миномётного расчёта 383 стрелкового полка                | сержант                     | 17.10.1943       | Погиб в бою 17.10.1943 года              |
|         | Первушин, Александр Николаевич | Стрелок 383-го стрелкового полка                                  | Ефрейтор                    | 17.10.1943       | —                                        |
|         | Полянский, Пётр Павлович       | стрелок 383 стрелкового полка                                     | рядовой                     | 17.10.1943       |                                          |
|         | Проскурин, Яков Михайлович     | командир отделения 705 стрелкового полка                          | сержант                     | 17.10.1943       |                                          |
|         | Рябых, Николай Павлович        | командир роты 705 стрелкового полка                               | старший лейтенант           | 17.10.1943       | Пропал без вести 18.11.1943 года         |
|         | Рязанов, Иван Яковлевич        | наводчик станкового пулемёта 383 стрелкового полка                | ефрейтор                    | 17.10.1943       |                                          |
|         | Салихов, Бадик Мухаметович     | Командир расчёта миномётной роты 574-го стрелкового полка         | старшина                    | 29.06.1945       | участник Парада Победы 24 июня 1945 года |
|         | Северьянов, Иван Васильевич    | командир отделения 705 стрелкового полка                          | старший сержант             | 17.10.1943       |                                          |
|         | Танков, Пётр Яковлевич         | стрелок 705 стрелкового полка                                     | ефрейтор                    | 17.10.1943       |                                          |
|         | Ткачёв, Фёдор Иванович         | командир орудия 574 стрелкового полка                             | старший сержант             | 17.10.1943       |                                          |
|         | Тряскин, Андрей Александрович  | Заместитель командира 168-го отдельного сапёрного батальона       | капитан                     | 17.10.1943       |                                          |
|         | Усик, Моисей Тимофеевич        | Снайпер 574-го стрелкового полка                                  | Младший сержант             | 17.10.1943       | Погиб 08.01.1944                         |
|         | Холодков, Егор Иванович        | командир отделения 574 стрелкового полка                          | сержант                     | 17.10.1943       | Звание присвоено посмертно.              |
|         | Холодов, Иван Сидорович        | командир отделения 574 стрелкового полка                          | сержант                     | 17.10.1943       | Погиб в бою 9.02.1945 года.              |
|         | Холощак, Иван Яковлевич        | Комсорг батальона 383-го стрелкового полка                        | Лейтенант                   | 17.10.1943       |                                          |
|         | Чистов, Иван Акимович          | командир пулемётного расчёта 383 стрелкового полка                | сержант                     | 17.10.1943       |                                          |
|         | Шабанов, Василий Прокофьевич   | командир 383 стрелкового полка                                    | подполковник                | 17.10.1943       |                                          |
|         | Шумаков, Захар Егорович        | Стрелок 705-го стрелкового полка                                  | Ефрейтор                    | 17.10.1943       | —                                        |
|         | Шумков, Григорий Григорьевич   | командир роты 705 стрелкового полка                               | старший лейтенант           | 17.10.1943       |                                          |

## Память
- Именем дивизии названа улица в Воронеже.
- Мемориальная доска на здании Лесотехнической академии в Воронеже.
- Школьный музей в школе № 2 г. Щигры.
- Музей боевой славы в Курском лицее-интернате № 1[28]
- Мемориальный комплекс в Стародорожском районе Минской области, Беларусь. Находится вблизи д. Рубежи. Посвящён боевым действиям июля 1941 года.